# Země nomádů
Země nomádů (v anglickém originále Nomadland) je americký dramatický film, jehož režie a scénáře se ujala Chloé Zhaová. Scénář je inspirovaný knihou Nomadland: Surviving America in Twenty-First Century autorky Jessicy Bruder. Hlavní role hrají Frances McDormandová, David Strathairn, Linda May, Charlene Swankie a Bob Wells.
Film měl světovou premiéru dne 11. září 2020 na Benátském filmovém festivalu, kde získal cenu Zlatého lva. Na Mezinárodním filmovém festivalu v Torontu snímek získal ocenění publika. Premiéra ve Spojených státech amerických proběhla 4. prosince 2020. Snímek získal
Oscara za nejlepší film.

## Vznik filmu
Snímek vznikl na motivy knihy Jessicy Bruderové Nomadland. Bruderova kniha se točila kolem postav, které lze nalézt i ve filmu, jako je šestačtyřicetiletá Linda May žijící ve své dodávce a shánějící práci, aby si mohla koupit pozemek pro trvalé bydlení. Další postavy, jako je Bob Wells, nomádský vlogger kanálu a webové stránky CheapRVliving na YouTube a zodpovědný za každoroční setkání nomádů uváděné ve filmu, jsou skuteční lidé, se kterými se Bruder setkala při psaní své knihy a Zhao obsadila do jejího filmu. Hvězdné Frances McDormand a Zhao se rychle spojily a navzájem se inspirovaly a McDormand se stal obrovským přínosem procesu výroby filmu a jeho úspěchu. Setkali se den před udílením cen Independent Spirit Awards 2018, kde byla McDormand nominována na nejlepší herečku a Zhao obdržela grant 50 000 dolarů pro režisérky. Během akce naznačili svůj budoucí společný projekt.

## Příběh filmu
Film vypráví příběh vdovy Fern, která během Velké recese přišla o všechno a rozhodla se ve své dodávce cestovat po americkém středozápadě a začít cestu za sebepoznáním. Fern sledujeme během jejího předvánoční nárazové práce v balírně firmy Amazon, kde si vydělává na živobytí. Po osamocené oslavě nového roku se na doporučení dalších obyvatelek kolonie vydává na jih za teplem. Přidává se k setkání spřízněných duší, které se rozhodly ignorovat drsná pravidla kapitalismu a žít po svém. Po krátkém setkání s Davidem se opět vrací na sever za námezdnou prací, nakonec se však rozhodne Davida vyhledat. Ten jí nabídne setrvat v jeho domě společně s její rodinou a nabídne jí pohostinský dům, který je vyhrazen pro návštěvy. Po několika dnech se Fern rozhodne vrátit se ke kočovnému životu a ke své komunitě nomádů v karavanech. Záhy zjistí, že její průvodkyně a inspirátorka Linda May podlehla smrtelné nemoci. I přesto se Fern hodlá držet svého snu o svobodném životě.

## Obsazení
- Frances McDormandová jako Fern
- David Strathairn jako David
- Linda May jako Linda, jedna ze tří mentorů
- Charlene Swankie jako Swankie, jedna ze tří mentorů
- Bob Wells jako Bob, jeden ze tří mentorů